# Persistence of Time
Persistence of Time este cel de-al cincelea album al trupei americane de thrash metal Anthrax lansat la 28 august 1990.

## Cântece
- „Time” - 6:55
- „Blood” - 7:13
- „Keep It in the Family” - 7:08
- „In My World” - 6:25
- „Gridlock” - 5:17
- „Intro to Reality” - 3:23
- „Belly of the Beast” - 4:47
- „Got the Time” - 2:44
- „H8 Red” - 5:04
- „One Man Stands” - 5:38
- „Discharge” - 4:12

## Personal
- Joey Belladonna - vocal
- Dan Spitz - chitară
- Scott Ian - chitară
- Frank Bello - bas
- Charlie Benante - tobe